# Йылмаз, Рейхан
Рейхан Йылмаз (тур. Reyhan Yılmaz; род. 18 ноября 2001, Денизли) — турецкая паралимпийская игрок в голбол с нарушением зрения. Она является членом национальной команды, участвовавшей в летних Паралимпийских играх 2024 года.
Она завоевала серебряную медаль на чемпионате Европы по голболу 2017 года в Лахти, Финляндия. На чемпионате мира по голболу 2018 года в Мальмё, Швеция, она также завоевала серебряную медаль.

## Награды
- Летние Паралимпийские игры 2024
- Чемпионата Европы по голболу IBSA 2017 в Лахти, Финляндия.
- Чемпионата мира по голболу 2018 в Мальмё, Швеция.
- Летние Паралимпийские игры 2020 в Токио, Япония.
- Чемпионата Европы по голболу IBSA 2021 в Самсуне, Турция.